# Kontrollverket
Kontrollverket var en statlig institution i Sverige som hade till ansvar att sätta kontrollstämpel på allt guld, silver och tenn som tillverkades i riket.

## Historik
Kontrollverket bildades genom Kungl. Majestäts stadga den 7 december 1752 och fick till uppgift att probera och kontrollstämpla guld-, silver- och tennarbeten. Verket fick till chef en överdirektör, men var subordinerat Kommerskollegium och hörde till dess stat. Från 1 juli 1831 stod verket under Bergskollegiets överinseende, förenades med Myntverket under samme överdirektör 1 september 1833, varefter de båda förenade verken 1 september 1838 ställdes under Statskontorets överinseende. År 1877 organiserades verket som självständigt styrelseverk under Finansdepartementet med en kontrolldirektör som chef samt en kontrollör och en assistent som tjänstemän. Chefen ägde, jämte myntdirektören, inseende över mynttillverkningen. År 1910 förenades kontrollverket åter med Myntverket till ett, under chefskap av myntdirektören ställt, ämbetsverk, Mynt- och justeringsverket, till vilket även överinseendet över justeringsväsendet i riket blivit förlagt.